# Liberty (Missouri)
Liberty város az USA Missouri államában. Lakosainak száma 30 167 fő (2020. április 1.).

## Népesség
A település népességének változása:

| 2010 | 29 149 |
| 2020 | 30 167 |